# Jürg Studer
Jürg Studer, född 8 september 1966, är en schweizisk före detta professionell fotbollsspelare som spelade mittfältare och försvarare för fotbollsklubbarna Solothurn, Zürich, Aarau, Lausanne-Sport, Young Boys mellan 1984 och 2001. Han spelade också sex landslagsmatcher för det schweiziska fotbollslandslaget mellan 1992 och 1994.